# 치메이 옵토일렉트로닉스
치메이 옵토일렉트로닉스(중국어: 奇美電子股份有限公司, CMO)는 치메이 주식회사의 자회사로 1998년에 설립되었다. 치메이 그룹은 치메이 옵토일렉트로닉스의 지분을 가장 많이 소유하고 있는 대주주이다. 치메이 옵토일렉트로닉스는 TFT-LCD 패널의 제조사중 세계에서 4번째 기업이고, 중화민국에서 2번째 기업이다. 또한, 웨스팅하우스 디지털 일렉트로닉스의 경영지분을 소유하고 있다. 최고경영자 더글러스 우는 웨스팅하우스 사의 경영권을 침해하지 않고 지분을 유지하고 있다. 치메이 옵토일렉트로닉스의 경영진은 두 기업간에 존재하는 수직적인 통합관계의 중요성을 인정했다.

## 참조
1. ↑  “Plastics News - More News”. 2009년 5월 8일에 원본 문서에서 보존된 문서. 2008년 5월 5일에 확인함.
2. ↑  Consumer Electronics: The Clone Wars 보관됨 2007-10-18 - 웨이백 머신, Electronics Manufacturing Asia

## 같이 보기
- 치메이
- AU 옵트로닉스 (AUO)
- 에스 엘시디
- 엘지디스플레이
- 샤프 주식회사